# Khangarid (football)
Maillots
Le Khangarid Football Club (en mongol : Хангарьд Футбол Клүб), plus couramment abrégé en Khangarid, est un club mongol de football fondé en 1996, et basé dans la ville d'Erdenet.
Le club évolue actuellement dans le Championnat de Mongolie de football.

## Historique
- 1996 : Fondation du club
- 2001 : Premier titre de champion de Mongolie

## Palmarès
| Compétitions nationales |
| --- |
| - Championnat de Mongolie (4) : - Champion : 2001, 2003, 2004 et 2010. - Vice-champion : 2002, 2005, 2007 et 2013. - Coupe de Mongolie (5) : - Vainqueur : 2002, 2003, 2004, 2007 et 2013. - Finaliste : 2008 et 2014. |

## Personnalités du club

### Présidents du club
- M. Otgonbayar

### Entraîneurs du club
- M. Sergelen
- Otgonbayar Munkhnasar